# Тошо Тошев
Тошко Николов Тошев, познат като Тошо Тошев, е български журналист, писател и издател. Близо 20 години е главен редактор на ежедневния вестник „Труд“ (1991 – 2011), когато той е с най-големия тираж в страната.

## Биография
Тошо Тошев е роден на 7 декември 1942 година в село Дриново, Поповско. Средно образование получава в Техникума по силни токове „Киров“, когато започват ранните му писателски изяви във вестник „Средношколско знаме“. Завършва специалност Българска филология в Софийския университет. Началото на професионалния му път е във вестниците „Средношколско знаме“ (1965 – 1967) и „Вечерни новини“ (1968 – 1970). През 70-те години работи две години във в-к „Народна младеж“, към отдел „Пропаганда“ на Градския комитет на БКП в София, след това в програмна редакция на Българската телевизия. В средата на 80-те години главен редактор на в. „Труд“ става Владислав Панов, дотогава шеф в телевизията, който довежда във вестника със себе си Тошо Тошев и го назначава за зам.-главен редактор. В края на 1980-те години Тошев става „по съвместителство“ (според тогавашната терминология) и шеф на отдел „Печат“ в столичната община (сега „Връзки с обществеността“).
Близо 10 години работи във в. „Труд“ преди да стане негов главен редактор през 1991 г. Малко след продажбата на вестника през декември 2010 г. Тошев е сменен на поста, но остава вицепрезидент в издателския борд на Медийна група „България“ холдинг.
През август 2011 напуска групата заради несъгласие с наложения стил на управление. Месец по-късно Тошев заявява, че заедно с главния редактор на сп. „Тема“, Валери Запрянов, подготвя нов, „опозиционен“, всекидневник, както и информационен сайт и списание. На своя рожден ден, Тошев обявява името на вестника – „Преса“, чийто първи брой излиза на 3 януари 2012 г.
Член е на Български бизнес клуб „Възраждане“ от основаването на сдружението през 2001 г. Но „по етични причини“ го напуска.
Председател на Съюза на издателите в България от създаването му през 2000 до 2011 г.
Тошев поддържа редовни срещи с писателски кръг, в който влизат Антон Дончев, Дончо Цончев, Стефан Цанев, Иван Гранитски, Любомир Левчев, Атанас Наковски и др. Членовете на кръга сами го наричат „Клуб на гениите“.
Тошо Тошев е официално обявен като съдържател на явочна квартира с Решение № 105 от 9.12.2009 г. на Комисията за разкриване на досиетата на бившата Държавна сигурност (вербуван през 1975, снет от отчет през 1990 г., псевдоним: Бор).

## Признание и награди
На 3 декември 2002 г. е награден с орден „Стара планина“, I степен.
През 2004 г. Тошев е номиниран от някои от тези членове за голямата награда „Черноризец Храбър“ за принос в журналистиката, но оттегля кандидатурата си, като разбира, че другите номинирани са фотографът Иво Хаджимишев и журналистите Мартин Карбовски и Георги Милков. В писмо, публикувано в „Труд“, Тошев обявява, че би се състезавал в по-достойна компания за тази награда като Кеворк Кеворкян, Виза Недялкова и др. Тошев предлага на академията през тази година да не се връчва награда за принос и награда не е връчена.
Почетен гражданин на град Попово от 2005 г.
Тошо Тошев умира на 80 години на 20 септември 2023 г. в София.

## Личен живот
Тошо Тошев е женен 6 пъти, има 3 сина. Най-големият, Радослав Тошев, е бивш общински съветник в София от „Движение Гергьовден“, а след това от ГЕРБ.

## Литературен образ
В своя роман трилогия „Четвъртата власт“ писателят Александър Томов описва главен редактор на най-големия вестник, който взима пари в куфарче от лице на име Бобо Цирея, за да подкрепи чрез вестника кандидатура за кмет на София. Много от читателите смятат, че Томов визира Тошо Тошев в този свой герой, наред с т. нар. Любо Пъпката и Стефан Софиянски.